# Izydor (metropolita kijowski)
Izydor (ur. ok. 1385 w Monemwasii lub w Salonikach, zm. 27 kwietnia 1463 w Rzymie) – metropolita kijowski i całej Rusi w latach 1436–1442 (de facto).

## Życiorys
Był z pochodzenia Grekiem. W rodzinnej Monemwasii wstąpił do klasztoru i przed 1434 był już przełożonym klasztoru św. Dymitra w Konstantynopolu. Zwolennik podporządkowania się Kościoła prawosławnego Rzymowi w zamian za pomoc militarną dla Konstantynopola przeciwko Ottomanom. Uczestniczył w soborze w Bazylei, w czasie którego aktywnie propagował ideę tak przeprowadzonej unii kościelnej. W 1436 lub 1437 został wyświęcony na metropolitę kijowskiego i całej Rusi.
Na soborze we Florencji w 1439 doszło do podpisania aktu unii. W tym samym roku papież Eugeniusz IV kreował go w 1439 roku kardynałem prezbiterem SS. Marcellino e Pietro. Dwa lata później Izydor został legatem papieskim na Polskę, Litwę i Ruś w celu wprowadzenia w życie postanowień unii florenckiej. Już w marcu 1440 Izydor wydał w Budzie list z informacją o decyzjach florenckiego soboru i przez kilka kolejnych miesięcy podróżował po Koronie Królestwa Polskiego i Wielkim Księstwie Litewskim, głosząc idee unii i starając się je propagować zarówno wśród duchowieństwa prawosławnego, jak i łacińskiego. Nie odniósł jednak spodziewanego sukcesu, zaś we Lwowie, gdy zaczął celebrować mszę świętą w obrządku łacińskim, doszło do protestów wiernych.
W 1441 Izydor udał się do Moskwy, gdzie spotkał się ze szczególnie wrogim przyjęciem. Po odczytaniu w obecności wielkiego księcia Wasyla II postanowień unii, został wtrącony do więzienia, uznany za heretyka (stąd przydomek Apostata) i skazany na spalenie na stosie; jesienią 1441 zdołał jednak uciec. W 1442 prawosławny synod w Moskwie ogłosił jego depozycję ze stanowiska metropolity (on sam używał tego tytułu aż do 1459). Również na należących do metropolii ziemiach litewskich nie zyskał poparcia duchowieństwa ani wiernych. Wrócił do Rzymu.
7 lutego 1451 awansował do rangi kardynała biskupa diecezji podmiejskiej Sabina. W latach 1452–53 służył jako legat papieski w Konstantynopolu, gdzie 12 grudnia 1452 w kościele Hagia Sophia ogłosił unię Kościoła prawosławnego z rzymskokatolickim. Po zdobyciu miasta przez Turków dostał się do niewoli, nie został jednak rozpoznany. Sprzedano go jako zwykłego niewolnika, udało mu się jednak uciec lub wykupić i przez Peloponez dostał się do Wenecji, a następnie powrócił do Rzymu. Resztę życia spędził działając w Kurii Rzymskiej i pełniąc szereg kościelnych funkcji, m.in. był administratorem apostolskim diecezji Cervia we Włoszech w latach 1451-55 oraz archidiecezji Nikozja na Cyprze od 1456 roku, a od roku 1459 tytularnym patriarchą Konstantynopola. Według części źródeł sprawował też funkcję dziekana Św. Kolegium Kardynałów, jednak w rzeczywistości stanowiska takiego formalnie nigdy nie zajmował. Zmarł w Rzymie.
Działalność metropolity Izydora stała się ostateczną przyczyną podziału metropolii kijowskiej na kijowską i moskiewską. W 1448, po jego usunięciu z urzędu, w Wielkim Księstwie Moskiewskim urząd metropolity objął dotychczasowy biskup riazański Jonasz. W Wielkim Księstwie Litewskim wybór ten nie został uznany.